# Edward Burns
Edward Burns Jr. o Edward Fitzgerald Burns (Woodside, Queens, Nova York, 29 de gener de 1968) és un actor, director de cinema,  productor i escriptor estatunidenc.

## Biografia

### Infància i joventut
Burns va néixer a Woodside, Queens, Nova York; fill de Molly (cognom de soltera McKenna), encarregada d'una agència federal, i d'Edward J. Burns Sr, relacions públiques i oficial de policia. És el segon de tres fills; la seva germana es diu Molly i el seu germà, Brian.

### Vida privada
El seu germà menor, Brian Burns, és productor de televisió i, conjuntament amb Edward, té la seva pròpia companyia de producció, anomenada Irish Twins. Burns va sortir amb les actrius Maxine Bahns i Heather Graham (1998-2000). Des del 7 juny de 2003 Burns està casat amb la supermodel Christy Turlington; el 25 d'octubre de 2003 va néixer la seva filla Grace i l'11 de febrer de 2006, el seu fill Finn.

## Filmografia

### Escriptor / Director
- The Brothers McMullen (1995)
- She's the One (1996)
- No Looking Back (1998)
- Sidewalks of New York (2001)
- Dimecres de cendra (2002)
- Looking for Kitty (2004)
- The Groomsmen (2006)
- Purple Violets (2007)
- The Lynch Pin (2009)
- Nice Guy Johnny (2010)

### Actor
- The Brothers McMullen (1995)
- She's the One (1996)
- No Looking Back (1998)
- Saving Private Ryan (1998)
- 15 Minutes (2001)
- Sidewalks of New York (2001)
- Life or Something Like It (2002)
- Dimecres de cendra (2002)
- Confidence (2003)
- Looking for Kitty (2004)
- El sonido del trueno (2005)
- The River King (2005)
- The Groomsmen (2006)
- The Holiday (2006)
- Purple Violets (2007)
- 27 Dresses (2008)
- One Missed Call (2008)
- The Lynch Pin (2009)
- Echelon Conspiracy (2009)
- Nice Guy Johnny (2010)
- Man on a Ledge (2012)
- Friends with Kids (2012)
- Alex Cross (2012)